# بلدة لودي (ميشيغان)
لودي (بالإنجليزية: Lodi Township, Michigan)‏ هي بلدة تقع بولاية ميشيغان في الولايات المتحدة. تبلغ مساحتها 89.2 (كم²)، وترتفع عن سطح البحر 287 م، بلغ عدد سكانها 6058 نسمة في عام تعداد الولايات المتحدة 2010 حسب إحصاء مكتب تعداد الولايات المتحدة .

## وصلات خارجية
- twp-lodi.org
- The US50 - Cities and Towns in Michigan State
- Michigan Cities and Towns, Facts, Map, Flag, Colleges, Government, and More